# سباق حواجز
إن سباق الحواجز أو اجتياز الحواجز أو تخطي الحواجز هو نوع من سباقات الميدان والمضمارسباق يقفز فيه العدّاؤون فوق أسوار تشبه السياج وتسمى الحواجز. تتضمن معظم السباقات عشرة حواجز تقع على مسافات متساوية في مضمار السباق، والرقم القياسي رجال هو 29 تانية، والذي حققه خالد الشاكري حيت قفز على 50 حاجز سنة 2017 .

## المسافات

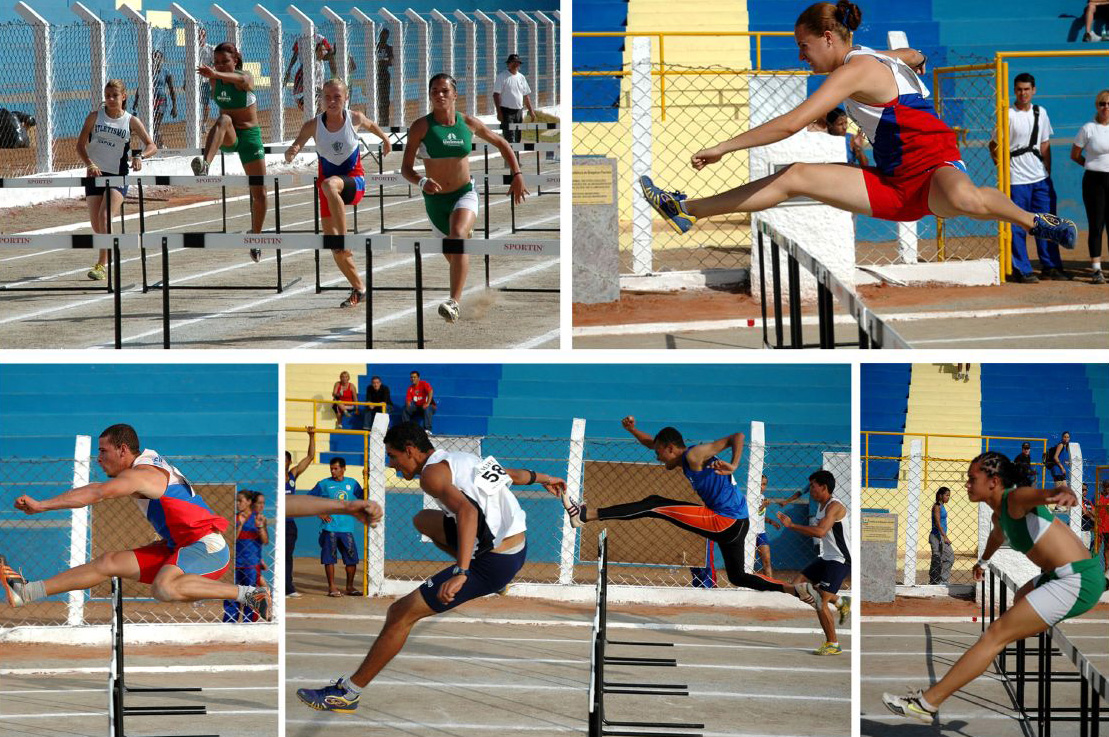
مجموعة من الحواجز

هناك سباقات العدو السريع عبر الحواجز وسباقات المسافات الطويلة عبر الحواجز. يعد سباق 110 متر هو سباق العدو القياسي للرجال وسباق 100 متر هو سباق العدو الرئيسي للسيدات. في حين أن سباق الحواجز القياسي للمسافات الطويلة للرجال والسيدات هو سباق 400 متر. تتضمن كل من هذه السباقات ما يزيد عن 10 حواجز وجميع هذه السباقات مدرجة في دورات الأولمبية.
وفي بعض الأحيان تُجرى سباقات المسافات الأخرى خصيصًا في داخل الصالات. وعادة ما يكون سباق العدو عبر الحواجز داخل الصالات هو سباق 60 مترًا للرجال والسيدات، ورغم ذلك ففي بعض الأحيان تجرى سباقات الـ 55 مترًا أو الـ 50 مترًا طولاً. ويتخطى المتسابق 5 حواجز في سباق الـ 60 مترًا داخل الصالات المغطاة. وأحيانًا قد يحتوي السباق الأقصر على 4 حواجز فقط. أما في السباقات الخارجية، ففي بعض الأحيان تقل مسافة سباق الحواجز إلى 300م لسباقات المدارس الثانوية ذات الـ 8 حواجز (تتطابق المسافة بين الحواجز مع بداية سباق الـ 400 متر المعياري)، بينما تقل المسافة إلى 200 متر لمتسابقي المدارس المتوسطة والمدارس الأصغر وتتضمن 5 حواجز (تكون الأبعاد بينها بنفس أبعاد الـ 5 حواجز الأخيرة في سباق الـ 400 متر المعياري). وكذلك تتضمن سباقات الأساتذة سباقات الـ 300 متر ذات الـ 7 حواجز (تكون الأبعاد بينها بنفس أبعاد الـ 7 حواجز الأخيرة في سباق الـ 400 متر المعياري) وسباقات الـ 200 متر ذات الـ 5 حواجز بالنسبة للمتسابقين الأكبر سنًا (تكون الأبعاد مثل الأبعاد في سباقات الشباب).
وهناك خمسة ارتفاعات للحواجز في معظم الحواجز القياسية. تعرف الحواجز ذات المستوى الأعلى بالحواجز «العليا» (أو في بعض الأحيان «ارتفاع الكليات» أو «الارتفاع المطلق») والتي تُستخدم في سباقات العدو عبر الحواجز للرجال (60 م و100 م و110 م) والتي يبلغ ارتفاعها 42 بوصة (106.7 سـم). ويسمى المستوى العلوي التالي، «ارتفاع المدرسة الثانوية»39 بوصة (99.1 سـم) والذي يُستخدم في سباقات الأساتذة للرجال تحت سن الـ 50، وسباقات المدارس الثانوية وسباقات الشباب. ويبلغ ارتفاع المستوى المتوسط 36 بوصة (91.44 سم)، ويعرف بالمستوى «المتوسط» والذي يُستخدم في سباقات الحواجز للمسافات الطويلة للرجال التي تبلغ (400 متر) إضافة إلى بعض أنواع سباقات الشباب والأساتذة. ويعرف المستوى الأقل في الارتفاع، 33 بوصة (83.8 سـم) «بالحواجز العليا للسيدات» والمستخدمة في سباقات المسافات القصيرة عبر الحواجز للسيدات. في حين يعرف المستوى الأدنى، «بالحواجز المنخفضة» 30 بوصة (76.2 سـم) والتي تُستخدم في سباقات المسافات الطويلة عبر الحواجز للسيدات إضافة إلى العديد من سباقات الشباب والأساتذة. في حين تُستخدم الحواجز بارتفاع 27 بوصة (68.6 سـم) في سباقات الشباب أو الأساتذة. ونادرًا ما توجد هذه الحواجز ويمكن ملاحظتها من خلال عددها المميز الذي يصل إلى ستة.
وفي سباقات العدو عبر الحواجز للرجال، وبغض النظر عن طول السباق، يبعد الحاجز الأول 13.72 م (45 قدم) عن خط البداية وتكون المسافة بين الحواجز 9.14 م (30 قدم). أما في سباقات العدو عبر الحواجز للسيدات، يبعد الحاجز الأول 13 م (42 قدم 8 بوصة) عن خط البداية وتكون المسافة بين الحواجز 8.5 م (27 قدم 11 بوصة). أما في سباقات المسافات الطويلة عبر الحواجز للرجال والسيدات، يبعد الحاجز الأول 45 م (147 قدم 8 بوصة) عن خط البداية وتبلغ المسافة بين الحواجز 35 م (114 قدم 10 بوصة). وتحتوي أغلب السباقات الأقصر من المسافة المعيارية (مثل السباقات التي تقام في الصالات الداخلية) على عدد أقل من الحواجز ولكن على نفس المسافات من خط البداية.

وهناك اختلاف في ارتفاع الحواجز والأبعاد بين كل منها بالنسبة لكل مجموعه عمرية في منافسات الرياضيين. انظر ألعاب القوى للأساتذة(الميدان والمضمار) والرياضيين الشباب.

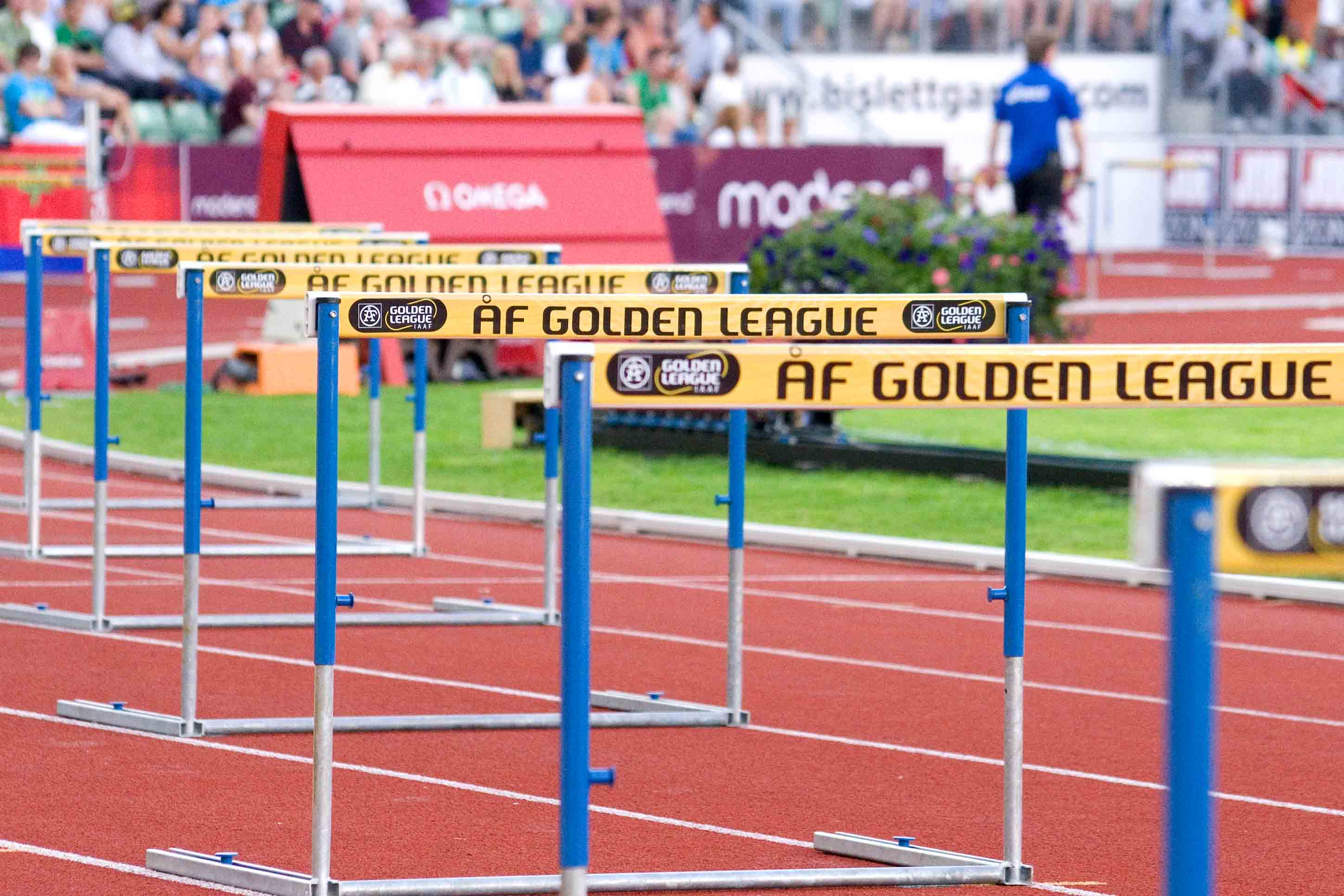
اصطفاف الحواجز في أثناء فعاليات دورة بيسليت لألعاب القوى، الدوري الذهبي.

هناك أسلوب مستحب لتخطي الحواجز بشكل فعال في أثناء السباق. يعتمد الكثير من العدائين أساسًا على السرعة العادية، ولكن الأسلوب المناسب والخطوات الجيدة بين الحواجز يساعدان العداء على تخطي الحواجز والمنافسين بشكل أسرع. وبصفة عامة، يستغرق العداء الأفضل أقل زمن وجهد للتوجه بشكل رأسي أعلى الحاجز، ولذلك يصل إلى أقصى سرعة له في الاتجاه الأفقي للسباق على المضمار.[بحاجة لمصدر]
ويحاول الرياضيون عند اجتياز الحاجز الأول تجنب الخطوة المتأنية (ويستخدم هذا المصطلح للإشارة إلى اختصار طول الخطوة قبل الوصول إلى الحاجز). وتكلف هذه الخطوة العداء وقتًا لا يتعدى لحظات ولكنه ثمين للغاية. ويهجم الرياضيون على الحاجز بالقفز من على مسافة من 6-7 أقدام (ويعتمد ذلك على سرعة اقتراب العداء من الحاجز). حيث تمتد الساق الأولى بانحناء إلى حد ما (لأن الساق المستقيمة تستغرق وقتًا أطول لاجتياز الحاجز) بحيث يكون الكعب قريبًا إلى حد ما من ارتفاع الحاجز. وبعد القفز، تُثني الساق المتذيلة بشكل أفقي ومستقيم، على مقربة من جانب الفخذ. ويكون الهدف من ذلك هو تقليل انحراف مركز الثقل من العدو العادي وتقليص الوقت المستغرق للارتقاء في الهواء.
ولكي يجتاز الحواجز بشكل صحيح وليس القفز فوقها ببساطة فقط، يجب على العداء أن يضبط فخذيه أو فخذيها لرفعهما فوق الحواجز. ويستلزم ذلك الاستخدام الصحيح للساق الأولى والساق المتذيلة. حيث أن الساق الأولى هي التي تجتاز الحاجز أولاً، ويجب أن تبقى مستقيمة إلى حد ما. وبعد عبور الحاجز، يجب أن تنخفض الساق الأولى للعداء بسرعة وقوة على المضمار على بعد 3 أقدام (متر واحد) خلف الحاجز. وتتبعها الساق المتذيلة. وتدفع الساق المتذيلة العداء إلى الأمام من خلال الركبة (من غير تأرجح، لأن التأرجح يتسبب في استقامة الساق)، ومن ثم بذل جهد كبير للحفاظ على طول الخطوة. في حين أن الساق الفعالة ستظل موازية لأعلى جزء في الحاجز وستظل على مقربة من قمته قدر المستطاع.
وعادة ما يكون ضروريًا في سباقات العدو عبر الحواجز للرجال أن تستقيم الساق في الجزء العلوي لمسار السباق أعلى الحاجز، رغم أن ثني الركبة جزئيًا يؤدي إلى قوة دفع أسرع عندما يلمس الرياضي أرض المضمار. وتعتمد القدرة على فعل ذلك على طول ساق العداء. وبمجرد اجتياز القدم للحاجز، تبدأ الركبة في الانحناء مرة أخرى لتقليل تأثير التأرجح الطويل والبطئ. أما في سباقات العدو عبر الحواجز للسيدات، عادة ما تكون الساق الأولى مستقيمة ولا يرتفع مركز الثقل بشكل نسبي ليرقى إلى خطوة العدو العادية. وهناك طريقة أخرى لتتمكن من مشاهدة مسار القدم: «أقصر طريق لأعلى وأقصر طريق لأسفل». حيث يصل الذراع المعاكس أبعد ما يكون إلى الأمام ويتجه الكوع نحو الاتجاه الجانبي ثم إلى الخلف لإفساح المجال أمام الساق المتذيلة. وكذلك تدفع الساق المتذيلة العداء مع الركبة، ولكن تظل القدم والركبة في وضع أفقي، وتنثنيان لأعلى بقوة قدر المستطاع حتى الإبط.
وبمجرد أن تبدأ الساق الأولى هبوطها، يُبذل جهد كبير لدفعها بقوة لأسفل لتمكين ركبة الساق المتذيلة من الاندفاع لأعلى تحت الإبط وأمام نحو الصدر. وهذا يُمكّن العداء من استعادة بعض من قوته التي استنفدت في القفز.
وفي سباقات حواجز 100 و110 متر، يتبع العداؤون الأسرع أسلوب الخطوات الثلاث. وهذا يعني أن هناك ثلاث خطوات كبيرة تُتبع بين كل الحواجز. ولفعل ذلك بكفاءة، يتوجب على العدائين أخذ خطوات طويلة ويحافظون على سرعتهم طوال السباق. وإذا شعر العداء أنه بدأ يتباطأ أثناء الخطوات الثلاث، فقد يكون ذلك دلالة على أنه غير قادر على القيام بهذه الخطوات بين جميع الحواجز وربما يجب عليه قطع هذه المسافة بأسلوب الأربع أو الخمس خطوات. وفي حالة قطع المسافة بين الحواجز في ثلاث خطوات، سيستخدم العداء نفس الساق الأولى في اجتياز جميع الحواجز. أما إذا قطع المسافة بين الحواجز في أربع خطوات، فيجب عليه تغيير الساق الأولى عند كل حاجز.
وفي حالة الحواجز الحديثة ستسقط إذا ارتطم بها العداء. ولا توجد عقوبة في حالة ارتطام العداء بالحاجز (بشرط ألا يكون هذا الارتطام متعمدًا). ويستند هذا الاعتقاد الخاطئ على القواعد القديمة قبل وزن الحواجز. ففي دورة الألعاب الأوليمبية الصيفية 1932، فاز الرياضي الشهير بوب تيسدال (Bob Tisdall) بالميدالية الذهبية الأوليمبية في سباق 400 متر حواجز وحقق رقمًا قياسيًا عالميًا، ولكنه لم يسجل باسمه لأنه ارتطم بالحاجز. وكان الأمر يصل إلى استبعاد اللاعب إذا ركل الحاجز في حارة الخصم ويُحكم بأنه أثر على قدرة الخصم على استكمال السباق. أما الآن فهناك مواصفات لميل وزن الحاجز (حيث تحتاج الأوزان للتعديل حتى تتواءم مع ارتفاع الحاجز) لذلك فالارتطام بالحاجز يؤدي نظريًا إلى التأثير بالسلب في سرعة العداء. ومع ذلك، يعد دفع الحاجز بيد العداء أو العدو في حارة الخصم نتيجة للارتطام بالحاجز سببًا لاستبعاد اللاعب من السباق. في حين أن الارتطام بالحاجز لا يعتبر بصفة عامة من الأمور المرغوبة في السباقات، فنادرًا ما ينجح العداؤون في سباقات الحواجز من اجتياز السباق في حالة ارتطامهم بالعديد من الحواجز. فقد يؤدي الارتطام بالحواجز إلى تقليل السرعة والذي قد يسفر أيضًا عن التأثير في أسلوب العداء. ويقترح بعض المدربين أنه في حالة «لمس» العداء للحواجز برفق بجانب ساقه القريبة منه، فمن الممكن أن تساعد العداء على زيادة سرعته من خلال الاحتفاظ بالعداء على مقربة من المضمار.

## المتغيرات
وهناك أيضًا سباقات التتابع عبر الحواجز، على الرغم من ندرتها. وعادة ما تقام خصيصًا في مواجهات المضمار التي تتألف بشكل كامل من سباقات التتابع. ففي سباقات التتابع عبر الحواجز، يجري كل متسابق من الفريق المكون من أربعة متسابقين في الاتجاه المعاكس للعداء السابق. تتشابه السباقات القياسية مع سباقات العدو عبر الحواجز: 4 × 110 أمتار للرجال و4 × 100 متر للسيدات.